# Alberto Moreno
Alberto Moreno Pérez, född 5 juli 1992 i Sevilla, är en spansk fotbollsspelare som spelar för Villarreal och det spanska landslaget. Han spelar främst som vänsterback.

## Karriär
Den 9 juli 2019 värvades Moreno av Villarreal, där han skrev på ett femårskontrakt.

## Meriter

### Sevilla
- Europa League: 2013–14

VIllareal
Europa League 2020-21

### Liverpool
- UEFA Champions League: 2019

### Landslag
- EM U21